# Jordi Meeus
Jordi Meeus (ur. 1 lipca 1998 w Lommel) – belgijski kolarz szosowy.

## Osiągnięcia
Opracowano na podstawie:

2016
- 2. miejsce w Omloop der Vlaamse Gewesten

2018
- 1. miejsce w Gooikse Pijl

2019
- 3. miejsce w Gylne Gutuer

2020
- 1. miejsce w klasyfikacji punktowej Czech Cycling Tour
  - 1. miejsce na 2. i 3. etapie
- 1. miejsce na 6. etapie Giro Ciclistico d’Italia
- 2. miejsce w Paryż-Tours U23
- 1. miejsce w mistrzostwach Belgii U23 (start wspólny)

2021
- 1. miejsce na 2. etapie Tour de Hongrie
- 3. miejsce w Gooikse Pijl
- 2. miejsce w Grand Prix de Denain
- 2. miejsce w Tour de l’Eurométropole
- 1. miejsce w Paryż-Bourges

2022
- 2. miejsce w mistrzostwach Belgii (start wspólny)
- 1. miejsce na 5. etapie Tour of Britain
- 1. miejsce w Primus Classic

2023
- 3. miejsce w Vuelta a Murcia
- 3. miejsce w Clásica de Almería
- 1. miejsce w Circuit de Wallonie
- 2. miejsce w Heistse Pijl
- 3. miejsce w Brussels Cycling Classic
- 1. miejsce na 21. etapie Tour de France

## Rankingi
| Rok             | 2017  | 2018 | 2019 | 2020 | 2021 | 2022 | 2023 | 2024 |
| --------------- | ----- | ---- | ---- | ---- | ---- | ---- | ---- | ---- |
| World Ranking   | 2289. | 505. | 962. | 144. | 87.  | 124. | 61.  | 58.  |
| UCI Europe Tour | 1500. | 291. | 694. | 118. | 73.  | 102. | 50.  | 46.  |
|                 |       |      |      |      |      |      |      |      |
| Źródło: UCI     |       |      |      |      |      |      |      |      |